# Magellan (banda)
Magellan foi uma banda de metal/rock progressivo da Califórnia, Estados Unidos, formada pelos irmãos Trent Gardner e Wayne Gardner em 1985. Seu nome é derivado do navegador lusitano Fernão de Magalhães.
A banda teve em seus álbuns de estúdio muitas participações especiais como Ian Anderson (Jethro Tull), Joey Franco (Twisted Sister, Van Helsing's Curse), e Tony Levin (King Crimson, Peter Gabriel, Liquid Tension Experiment). 
O Magellan foi a primeira banda a assinar um contrato com a gravadora Magna Carta Records.
Em 10 de Fevereiro de 2014, Wayne Gardner cometeu suicídio. Em 11 de Junho de 2016, Trent Gardner, o último membro da banda, morreu por razões desconhecidas.

## Membros
- Trent Gardner - vocal, teclados e trombone (1985 - 2016)
- Wayne Gardner - guitarra, baixo e backing vocal (1985 - 2014)

### Músicos convidados
- Tony Levin (John Lennon, King Crimson, Peter Gabriel) - baixo no álbum Hundred Year Flood
- Ian Anderson (Jethro Tull) - flauta no álbum Hundred Year Flood
- Joey Franco (Twisted Sister) - bateria no álbum Hundred Year Flood
- Doane Perry (Jethro Tull) - bateria no álbum Impending Ascension
- Jason Gianni - bateria no álbum Impossible Figures
- George Bellas - guitarra no álbum Hundred Year Flood
- Brad Kaiser - bateria no álbum Test of Wills
- Hal Stringfellow Imbrie - baixo nos álbuns Hour of Restoration e Impending Ascension

## Discografia
- Hour of Restoration (1991)
- Impending Ascension (1993)
- Test of Wills (1997)
- Hundred Year Flood (2002)
- Impossible Figures (2003)
- Symphony for a Misanthrope (2005)
- Innocent God (2007)